# St. Johannes der Täufer (Brackel)

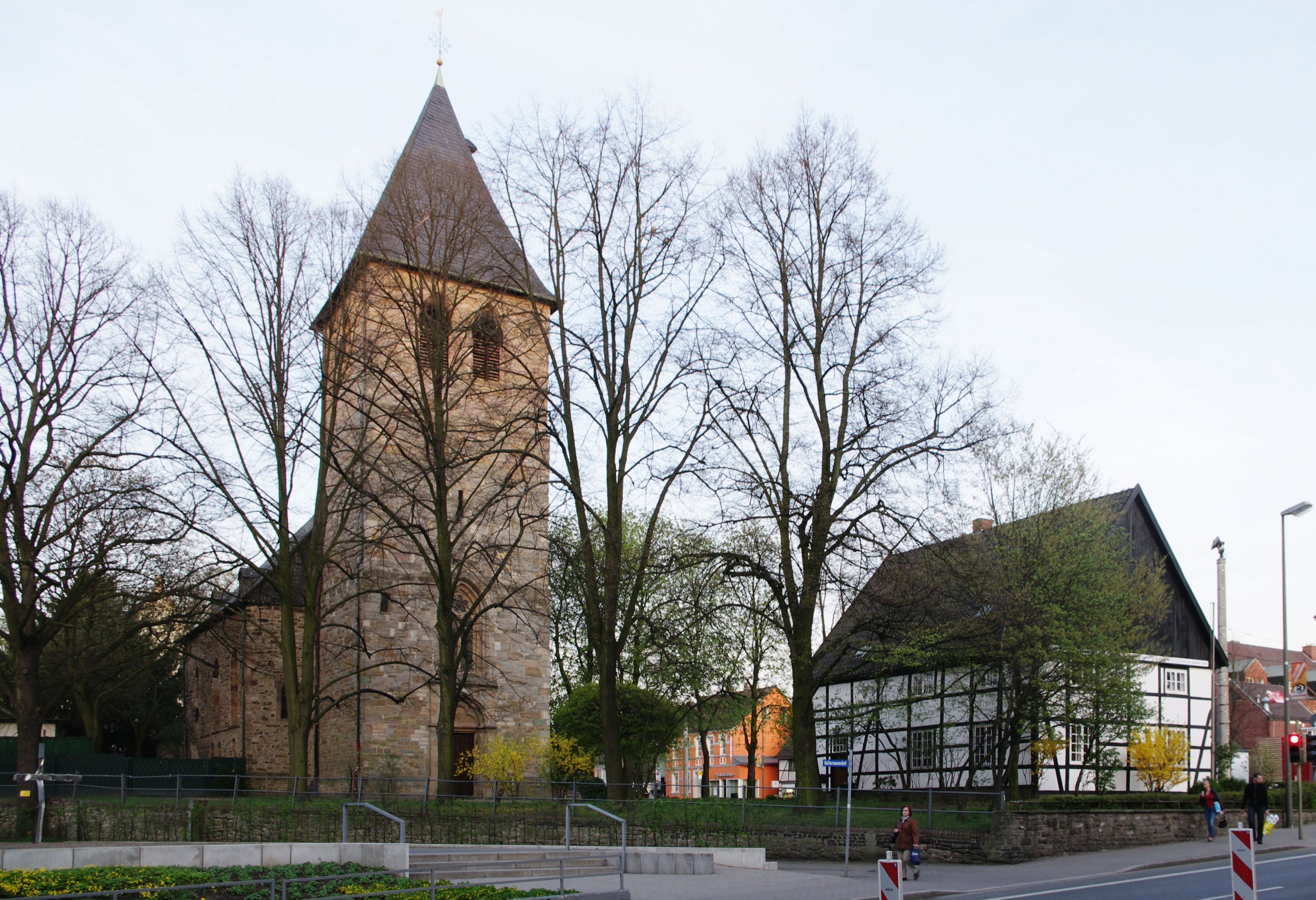
St. Johannes der Täufer (Brackel)

Die denkmalgeschützte evangelische Kirche St. Johannes der Täufer steht in Brackel, einem Stadtteil des Stadtbezirks Brackel der kreisfreien Stadt Dortmund in Nordrhein-Westfalen. Sie gehört zum Kirchenkreis Dortmund der Evangelischen Kirche von Westfalen.

## Geschichte und Architektur
Die Basilika vom Ende des 12. Jahrhunderts hat ein Langhaus, ein Querschiff in Breite des Langhauses, einen eingezogenen Chor aus einem Joch mit Fünfachtelschluss im Osten, der von Strebepfeilern gestützt wird, zwischen denen sich Maßwerkfenster befinden, und einen Fassadenturm im Westen, der mit einem schiefergedeckten Pyramidendach bedeckt ist. Die Basilika wurde von 1495 bis 1497 zur Hallenkirche umgebaut, in dem die Außenmauern erhöht wurden, so dass die Obergaden wegfielen, und das Mittelschiff und ein Seitenschiff zusammengefasst wurden.

## Glocken
Die Kirche besitzt drei Läuteglocken und eine Uhrglocke. Die beiden neuen Glocken ersetzen zwei Gussstahlglocken in f' und g', die 1950 gegossen worden waren. Zeitgleich mit der Anschaffung der neuen Glocken wurde die alte Bauernglocke restauriert.
| Nr. | Name           | Nominal | Gewicht  | Durchmesser | Gussjahr | Gießer                            |
| --- | -------------- | ------- | -------- | ----------- | -------- | --------------------------------- |
| 1   | Bauernglocke   | d'+6    | 1.255 kg | 1274 mm     | 1712     | wahrsch. B. W. Stule              |
| 2   | Friedensglocke | f'+7    | 1.011 kg | 1160 mm     | 2000     | Glockengießerei Bachert Heilbronn |
| 3   | Totenglocke    | b'+7    | 510 kg   | 904 mm      | 2000     | Glockengießerei Bachert Heilbronn |
| 4   | Uhrglocke      | e''-2   | 130 kg   | 595 mm      | 1583     | unbekannt                         |